# Blood Mountain (Géorgie)
Pour l’article homonyme, voir Blood Mountain.
Blood Mountain est, avec une altitude de 1 359 m, le plus haut sommet de la portion du sentier des Appalaches située en Géorgie et le sixième sommet de Géorgie, aux États-Unis. La montagne est située à la frontière entre les comtés de Lumpkin et d'Union ; elle se trouve dans la forêt nationale de Chattahoochee-Oconee et dans la Blood Mountain Wilderness.
Au sommet de Blood Mountain se trouve le Blood Mountain Shelter, un refuge de montagne inscrit au Registre national des lieux historiques depuis le 9 janvier 2013.